# Vincenzo Esposito (calciatore 1963)
Vincenzo Esposito (Torino, 5 febbraio 1963) è un allenatore di calcio ed ex calciatore italiano, di ruolo centrocampista.

## Caratteristiche tecniche

### Allenatore
Le squadre di Esposito sono solitamente disposte con un 3-4-1-2.

## Carriera

### Giocatore
Inizia a giocare a calcio nelle giovanili del Torino. Esordisce in Serie A il 14 marzo 1982 in Torino-Fiorentina (2-2), subentrando al 79' al posto di Claudio Sclosa. Nel 1982 viene tesserato dal Prato in Serie C2, con cui a fine stagione vince il campionato conquistando la promozione in Serie C1.
Nel 1986 viene acquistato dalla Lazio, in Serie B. Nonostante una penalizzazione di 9 punti (dovuta alle vicende del calcioscommesse) a fine stagione la squadra riesce a centrare la salvezza. La stagione successiva conquista con i biancocelesti la promozione in Serie A.
Nel 1988 si trasferisce all'Atalanta, in Serie A. Esordisce con gli orobici il 21 agosto contro il Taranto in Coppa Italia, subentrando al 74' al posto di Domenico Progna. Termina la stagione con 39 presenze complessive. Nel 1989 viene tesserato dal Cesena. Nel 1992 torna al Prato, con cui nel 1996 chiude la carriera da calciatore, restando nello staff tecnico dei lanieri in veste di allenatore in seconda.

### Allenatore
Nel 1997 sostituisce Giorgio Veneri alla guida dei lanieri, terminando la stagione al sesto posto. A fine stagione viene sostituito da Cesare Vitale. Nel 1998 gli viene nuovamente affidata la panchina della prima squadra, con cui nel 2001 vince la Coppa Italia Serie C. Nel 2002 la squadra vince il campionato, tornando in Serie C1 dopo quattro anni.
Nel 2004 lascia il Prato per accasarsi sulla panchina del Grosseto in Serie C1. L'8 aprile 2005 si dimette dall'incarico. Il 23 maggio 2005 viene nominato tecnico dell'AlbinoLeffe, in Serie B. Il 30 gennaio 2006 viene sollevato dall'incarico. Nel 2006 viene nominato tecnico della formazione Primavera dell'Inter, con cui vince il Campionato Primavera nel 2007 e il Torneo di Viareggio nel 2008. Il 29 giugno 2009 viene nominato tecnico del Ravenna, in Lega Pro Prima Divisione. Il 13 ottobre 2010 viene esonerato e sostituito da Leonardo Rossi.
Il 27 giugno 2011 torna sulla panchina del Prato, in Lega Pro Prima Divisione. Nel 2015 lascia l'incarico, restando all'interno della società toscana in qualità di coordinatore sportivo del settore giovanile. Il 3 luglio 2019 gli viene nuovamente affidata la panchina della prima squadra, impegnata nel campionato di Serie D. Allena la squadra fino a marzo, prima della sospensione del campionato, finalizzata al contenimento dell'emergenza epidemiologica da COVID-19. Il 14 febbraio 2021 annuncia le dimissioni per motivi personali.
Il 22 novembre 2022 viene ingaggiato dal Livorno in Serie D, società presieduta da Paolo Toccafondi, con cui aveva già collaborato in precedenza al Prato. Si dimette dall'incarico il 13 marzo 2023, il giorno dopo la sconfitta per 0-4 rimediata in casa contro l'Arezzo.

## Statistiche

### Statistiche da allenatore
Statistiche aggiornate al 12 marzo 2023. In grassetto le competizioni vinte.
| Stagione        | Squadra         | Campionato      | Campionato | Campionato | Campionato | Campionato | Coppe nazionali | Coppe nazionali | Coppe nazionali | Coppe nazionali | Coppe nazionali | Coppe continentali | Coppe continentali | Coppe continentali | Coppe continentali | Coppe continentali | Altre coppe | Altre coppe | Altre coppe | Altre coppe | Altre coppe | Totale | Totale | Totale | Totale | % Vittorie | Piazzamento                |
| Stagione        | Squadra         | Comp            | G          | V          | N          | P          | Comp            | G               | V               | N               | P               | Comp               | G                  | V                  | N                  | P                  | Comp        | G           | V           | N           | P           | G      | V      | N      | P      | %          | Piazzamento                |
| --------------- | --------------- | --------------- | ---------- | ---------- | ---------- | ---------- | --------------- | --------------- | --------------- | --------------- | --------------- | ------------------ | ------------------ | ------------------ | ------------------ | ------------------ | ----------- | ----------- | ----------- | ----------- | ----------- | ------ | ------ | ------ | ------ | ---------- | -------------------------- |
| 1996-1997       | Prato           | C1              | 13         | 7          | 2          | 4          | CI-C            | -               | -               | -               | -               | -                  | -                  | -                  | -                  | -                  | -           | -           | -           | -           | -           | 13     | 7      | 2      | 4      | 53,85      | 6º                         |
| 1998-1999       | Prato           | C2              | 34+3       | 16+1       | 10+1       | 8+1        | CI-C            | 4               | 0               | 1               | 3               | -                  | -                  | -                  | -                  | -                  | -           | -           | -           | -           | -           | 41     | 17     | 12     | 12     | 41,46      | 4º                         |
| 1999-2000       | Prato           | C2              | 34+3       | 14+1       | 12         | 8+2        | CI-C            | 4               | 1               | 0               | 3               | -                  | -                  | -                  | -                  | -                  | -           | -           | -           | -           | -           | 41     | 16     | 12     | 13     | 39,02      | 4º                         |
| 2000-2001       | Prato           | C2              | 34+2       | 13         | 13+1       | 8+1        | CI-C            | 14              | 9               | 2               | 3               | -                  | -                  | -                  | -                  | -                  | -           | -           | -           | -           | -           | 50     | 22     | 16     | 12     | 44,00      | 4º                         |
| 2001-2002       | Prato           | C2              | 34         | 18         | 12         | 4          | CI+CI-C         | 3+6             | 1+1             | 0+3             | 2+2             | -                  | -                  | -                  | -                  | -                  | -           | -           | -           | -           | -           | 43     | 20     | 15     | 8      | 46,51      | 1º (prom.)                 |
| 2002-2003       | Prato           | C1              | 34         | 12         | 10         | 12         | CI-C            | 4               | 1               | 1               | 2               | -                  | -                  | -                  | -                  | -                  | -           | -           | -           | -           | -           | 38     | 13     | 11     | 14     | 34,21      | 8º                         |
| 2003-2004       | Prato           | C1              | 34+2       | 8          | 10+1       | 16+1       | CI-C            | 4               | 1               | 0               | 3               | -                  | -                  | -                  | -                  | -                  | -           | -           | -           | -           | -           | 41     | 17     | 12     | 12     | 41,46      | 17º (retr.)                |
| 2004-2005       | Grosseto        | C1              | 29         | 14         | 10         | 5          | CI-C            | 5               | 1               | 2               | 2               | -                  | -                  | -                  | -                  | -                  | -           | -           | -           | -           | -           | 34     | 15     | 12     | 7      | 44,12      | esonerato                  |
| 2005-2006       | AlbinoLeffe     | B               | 26         | 3          | 12         | 11         | CI              | 2               | 1               | 0               | 1               | -                  | -                  | -                  | -                  | -                  | -           | -           | -           | -           | -           | 28     | 4      | 12     | 12     | 14,29      | esonerato                  |
| 2009-2010       | Ravenna         | 1D              | 29         | 9          | 11         | 9          | CI+CI-LP        | 2+1             | 1+0             | 0               | 1+1             | -                  | -                  | -                  | -                  | -                  | -           | -           | -           | -           | -           | 32     | 10     | 11     | 11     | 31,25      | esonerato, subentrato, 13º |
| 2010-2011       | Ravenna         | 1D              | 8          | 1          | 4          | 3          | CI+CI-LP        | 2+0             | 1               | 0               | 1               | -                  | -                  | -                  | -                  | -                  | -           | -           | -           | -           | -           | 10     | 2      | 4      | 4      | 20,00      | esonerato                  |
| Totale Ravenna  | Totale Ravenna  | Totale Ravenna  | 37         | 10         | 15         | 12         |                 | 5               | 2               | 0               | 3               |                    | -                  | -                  | -                  | -                  |             | -           | -           | -           | -           | 42     | 12     | 15     | 15     | 28,57      |                            |
| 2011-2012       | Prato           | 1D              | 34+2       | 8+1        | 11         | 15+1       | CI+CI-LP        | 2+1             | 1+0             | 0               | 1+1             | -                  | -                  | -                  | -                  | -                  | -           | -           | -           | -           | -           | 39     | 10     | 11     | 18     | 25,64      | 14º                        |
| 2012-2013       | Prato           | 1D              | 30+2       | 8+1        | 9+1        | 13         | CI-LP           | 2               | 0               | 0               | 2               | -                  | -                  | -                  | -                  | -                  | -           | -           | -           | -           | -           | 34     | 9      | 10     | 15     | 26,47      | 12º                        |
| 2013-2014       | Prato           | 1D              | 32         | 10         | 13         | 9          | CI-LP           | 2               | 0               | 1               | 1               | -                  | -                  | -                  | -                  | -                  | -           | -           | -           | -           | -           | 34     | 10     | 14     | 10     | 29,41      | 10º                        |
| 2014-2015       | Prato           | LP              | 38         | 9          | 17         | 12         | CI+CI-LP        | 1+3             | 0+1             | 0+1             | 1+1             | -                  | -                  | -                  | -                  | -                  | -           | -           | -           | -           | -           | 42     | 10     | 18     | 14     | 23,81      | 13º                        |
| 2019-2020       | Prato           | D               | 25         | 14         | 5          | 6          | CI-D            | 1               | 0               | 0               | 1               | -                  | -                  | -                  | -                  | -                  | -           | -           | -           | -           | -           | 26     | 14     | 5      | 7      | 53,85      | 2º                         |
| 2020-2021       | Prato           | D               | 17         | 8          | 5          | 4          | -               | -               | -               | -               | -               | -                  | -                  | -                  | -                  | -                  | -           | -           | -           | -           | -           | 17     | 8      | 5      | 4      | 47,06      | dimiss.                    |
| Totale Prato    | Totale Prato    | Totale Prato    | 407        | 149        | 133        | 125        |                 | 51              | 16              | 9               | 26              |                    | -                  | -                  | -                  | -                  |             | -           | -           | -           | -           | 458    | 165    | 142    | 151    | 36,03      |                            |
| 2022-2023       | Livorno         | D               | 15         | 5          | 7          | 3          | CI-D            | -               | -               | -               | -               | -                  | -                  | -                  | -                  | -                  | -           | -           | -           | -           | -           | 15     | 5      | 7      | 3      | 33,33      | subentrato, dimiss.        |
| Totale carriera | Totale carriera | Totale carriera | 514        | 181        | 177        | 156        |                 | 63              | 20              | 11              | 32              |                    | -                  | -                  | -                  | -                  |             | -           | -           | -           | -           | 577    | 201    | 188    | 188    | 34,84      |                            |

## Palmarès

### Giocatore

#### Competizioni nazionali
- Serie C2: 1

Prato: 1982-1983 (Girone A)

### Allenatore

#### Competizioni nazionali
- Coppa Italia Serie C: 1

Prato: 2000-2001
- Serie C2: 1

Prato: 2001-2002 (Girone B)

#### Competizioni giovanili
- Campionato Primavera: 1

Inter: 2006-2007
- Torneo di Viareggio: 1

Inter: 2008